# Anthony Hilliard
Anthony Hilliard (Fayetteville, 28 giugno 1986) è un cestista statunitense.